# 海陽県 (唐山市)
海陽県（かいよう-けん）は中華人民共和国河北省にかつて存在した県。現在の唐山市灤州市南西部に位置する。
前漢により設置され、南北朝時代の北斉により廃止された。